# Borrsjön, Hälsingland
Borrsjön är en sjö i Ljusdals kommun i Hälsingland och ingår i Ljusnans huvudavrinningsområde. Sjön är 11,5 meter djup, har en yta på 0,192 kvadratkilometer och är belägen 123 meter över havet. Borrsjön ligger i Borrsjön-Vikarsjön Natura 2000-område.

## Delavrinningsområde
Borrsjön ingår i det delavrinningsområde (685746-151308) som SMHI kallar för Utloppet av Borrsjön. Medelhöjden är 128 meter över havet och ytan är 0,54 kvadratkilometer. Det finns inga avrinningsområden uppströms utan avrinningsområdet är högsta punkten. Vattendraget som avvattnar avrinningsområdet har biflödesordning 2, vilket innebär att vattnet flödar genom totalt 2 vattendrag innan det når havet efter 117 kilometer. Avrinningsområdet består mestadels av jordbruk (10 procent). Avrinningsområdet har 0,18 kvadratkilometer vattenytor vilket ger det en sjöprocent på 33,4 procent. Bebyggelsen i området täcker en yta av 0,27 kvadratkilometer eller 50 procent av avrinningsområdet.